# Conducteur (électricité)
Pour les articles homonymes, voir Conducteur.
Un conducteur d'électricité est un corps capable de laisser passer un courant électrique,. Souvent, un bon conducteur d’électricité est aussi un bon conducteur de la chaleur.
À l'opposé, un isolant électrique est un corps qui ne laisse pas passer le courant électrique. Un isolant est souvent également un mauvais conducteur de chaleur.

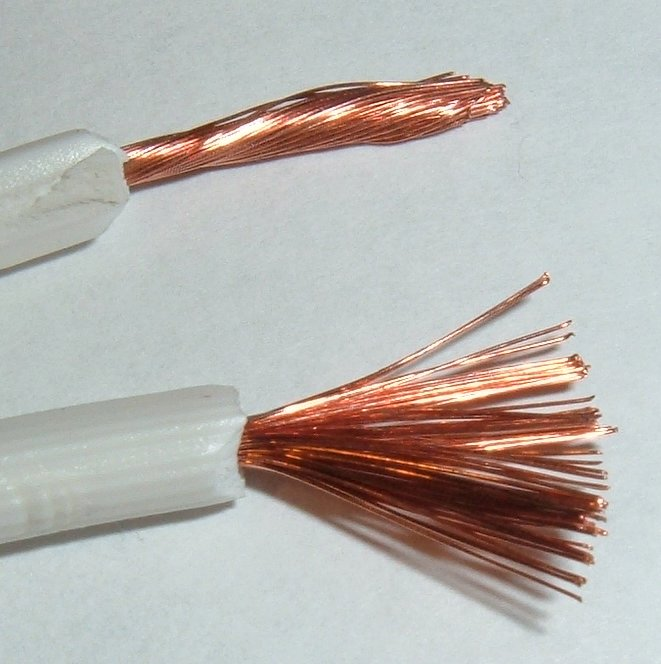
Conducteurs électriques en cuivre entourés de leur isolant en plastique blanc.

## Matériaux conducteurs
Plusieurs types de matériaux sont de très bons conducteurs :
- généralement, les métaux sont conducteurs d’électricité, les meilleurs étant l'argent, le cuivre et l'or, mais du fait de leur prix, l'argent et l'or sont rarement utilisés comme conducteurs d’électricité. Cependant en informatique et en électronique l'or est utilisé, en couche mince, pour recouvrir et protéger de la corrosion les conducteurs en cuivre ou en argent des circuits imprimés ainsi que leurs connecteurs (ce qui permet de supprimer les résistances de contact que l'on trouve sur les connecteurs et contacts en cuivre oxydé) ;

- l'eau est un bon conducteur dès qu'elle contient quelques impuretés[a] En particulier, l'eau salée est naturellement conductrice d’électricité[3].

## Matériaux isolants
Au contraire d'autres matériaux sont de très bon isolants :
- l'air (sec) est un excellent isolant ;
- la plupart des matériaux de construction (plâtre ou béton, par exemple) lorsqu'ils sont secs sont également isolants ;
- les matières plastiques sont des isolants. On couvre ainsi les fils électriques métalliques d'une gaine isolante en plastique pour les protéger des court-circuits (voir photo ci-contre) ;
- le bois sec est un isolant (thermique et électrique) naturel que l'humidité peut rendre conducteur[4] ;
- l'eau à l'état pur est un isolant du fait de l'absence d'ions et d'impuretés.

## Semi-conducteurs
Les semi-conducteurs, souvent utilisés en électronique ont la particularité d’être isolants, mais peuvent devenir assez facilement conducteurs par dopage ou grâce à une commande électrique. Cette caractéristique a été mise en évidence avec les premières diodes et les premiers postes de TSF à galène et l'est aujourd'hui avec tous les circuits intégrés présent dans la quasi-totalité des appareils électroniques (radio, TV, téléphone, ordinateurs et leurs périphériques, etc.).

## Supraconducteurs

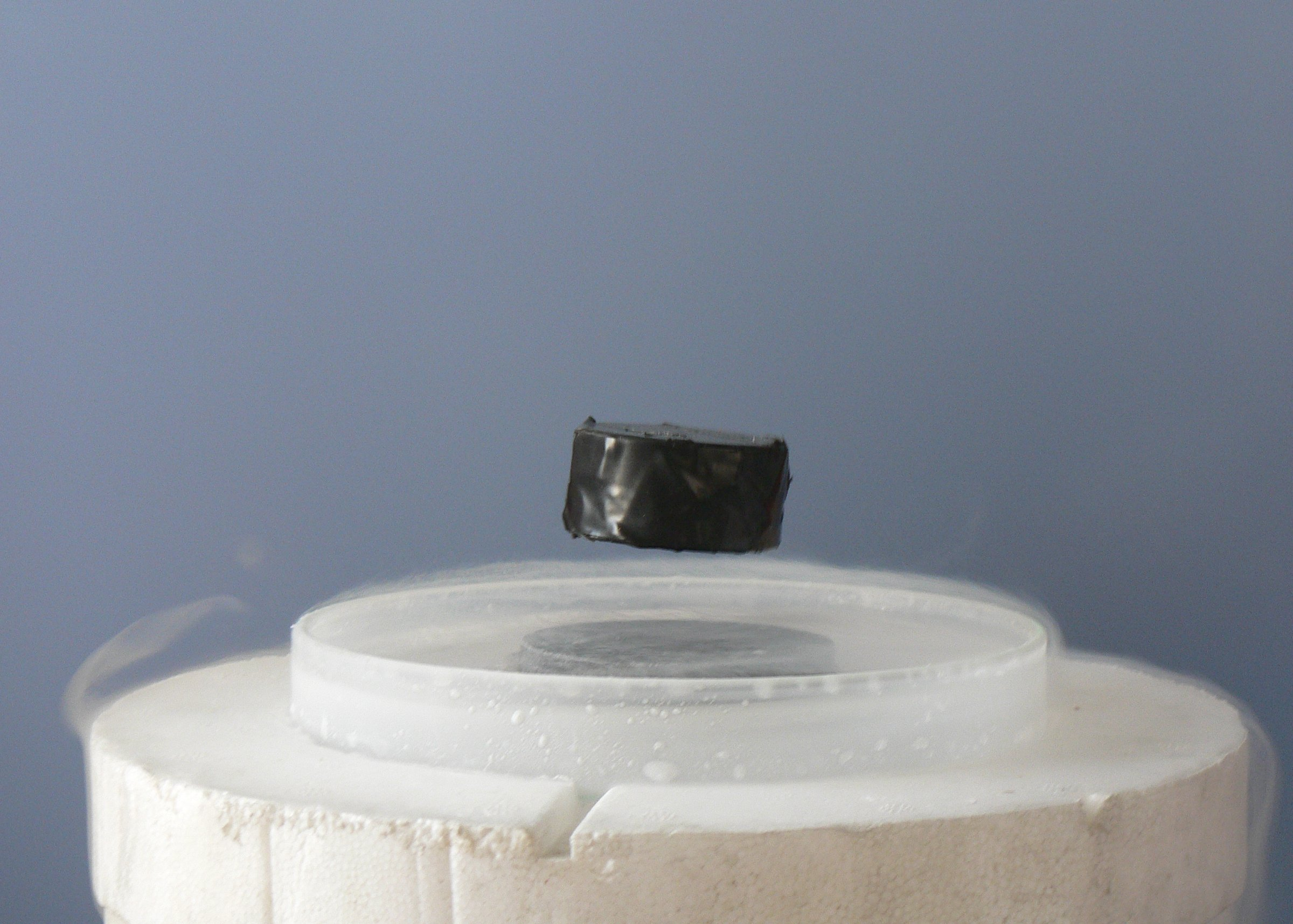
Aimant en lévitation magnétique au-dessus d'un supraconducteur grâce à l'effet Meissner.

Les matériaux supra-conducteurs sont d'excellents conducteurs d’électricité dès que certaines conditions sont respectées (en particulier leur température). La supraconductivité permettrait de transporter de l'électricité sans aucune perte d'énergie, les applications potentielles seraient très importantes si l'infrastructure nécessaire à leur fonctionnement n'était pas aussi onéreuse. Ils ne sont donc utilisés que dans des cas spécifiques où le cout n'est pas le critère de choix principal, tel que l’accélérateur de particules du CERN nécessitant des champs magnétiques très élevés, mais aussi dans les électroaimants des appareils d'IRM.
Les supraconducteurs sont des matériaux qui présentent deux caractéristiques :
- l'absence de résistance électrique ;
- l'expulsion du champ magnétique — l'effet Meissner — à l'intérieur.

La supraconductivité découverte au début du XXe siècle et que l'on nomme communément « supraconductivité conventionnelle », se manifeste à des températures très basses, proches du zéro absolu (−273,15 °C). 
En 2008 des supraconducteurs à « haute température » (55 K seulement) ont été découverts.
En 2013, deux physiciens russes ont proposé une nouvelle voie en associant des supraconducteurs conventionnels et des métamatériaux.

## Résistivité
Les matériaux conducteurs sont plus ou moins résistants :
- les métaux sont résistants au passage de l’électricité ce qui a pour effet de les faire, plus ou moins, chauffer en fonction de leur résistivité[9]. C'est la raison pour laquelle il est recommandé de dérouler un rouleau de câble lorsqu'il est parcouru par un courant important. La chaleur dégagée par le câble est ainsi évacuée plus efficacement, ce qui limite l'augmentation de température de celui-ci et la dégradation, voire la fonte, de son isolant ;
- le corps humain de même a une conductivité qui dépend de différents paramètres (eau, stress, humidité de la peau, etc.)[10].